# Béla Berend
Béla Berend, auch Adalbert Berend, später Albert Bruce Belton (geboren 12. Januar 1911 in Budapest, Österreich-Ungarn; gestorben 24. Juni 1984 in New York City) war ein ungarisch-amerikanischer Rabbiner im Zweiten Weltkrieg.

## Leben
Béla (Adalbert) Berend war ein Sohn Adolf Pressers und Regina Màriàs. Er studierte, wurde promoviert und durchlief eine Ausbildung zum Rabbiner. Er war ein Befürworter des Zionismus. Berend war Oberrabbiner in der Kleinstadt Szigetvár.
Nach dem Einmarsch der Deutschen bei seinem Kriegsverbündeten Ungarn im März 1944 kooperierte er mit Zoltán Boznyák, der im Innenministerium der Szotay-Regierung vom Innenminister László Endre das Judenreferat erhalten hatte und Leiter des ungarischen Instituts zur Erforschung der Judenfrage wurde. Er schlug Endre in einem Brief vom 1. April 1944 vor, dass die ungarischen Juden erst nach Kriegsende zur Auswanderung gebracht werden sollten und bot dazu seine Unterstützung an. Die Szotay-Regierung hingegen wirkte an der vom Eichmann-Kommando verlangten Deportation der ungarischen Juden in das KZ Auschwitz mit.
Auf Druck von Endre wurde Berend am 15. Mai 1944 in den reorganisierten nationalen Judenrat als Vertreter der Provinzjuden berufen. Berend und Boznyák formulierten den Entwurf des Regierungsdekrets, nach dem der neunköpfige nationale Judenrat arbeiten sollte. Dessen Führungszirkel misstraute Berend, zumal Berend auch nichts tat, um eine gemeinsame Haltung gegen die Judenmaßnahmen von deutscher SS und ungarischer Gendarmerie zu entwickeln.
Berends vermeintlich gute Beziehungen zum Innenministerium und sein Interview am 29. Juli 1944 in Boznyáks faschistischer Wochenzeitung Harc bewirkten allerdings nichts, es wurden bis Juli 1944 440.000 Juden aus der ungarischen Provinz in das KZ Auschwitz deportiert, bevor Reichsverweser Miklós Horthy auf internationalen Druck hin ein Moratorium anordnete. Im Gegenteil verschärfte Berend mit seinen Äußerungen zur Jüdischkeit der zu den christlichen Religionen konvertierten Juden noch deren Gefährdung.
Im Oktober 1944 kam es zum Sturz Horthys, und die von den Deutschen eingerichtete Pfeilkreuzler-Regierung unter Ferenc Szálasi übte ein Terrorregime gegenüber den Juden in dem noch nicht von der Roten Armee befreiten Teil Ungarns aus, gemeinsam mit dem Eichmann-Kommando, das nun wieder Juden deportierte und auf Märsche Richtung Westen schickte. Berend blieb auf Veranlassung László Ferenczys Mitglied des nationalen Judenrats, der aber durch den gegen seine Mitglieder ausgeübten Terror seine Funktionen verlor. Er wirkte in dieser Zeit als Rabbiner weiterhin in der Öffentlichkeit  und versuchte im vom Pfeilkreuzlerregime eingerichteten Budapester Zwangsghetto neben Miksa Domonkos und Lajos Stöckler  in Einzelfällen zu helfen, wobei ihm seine Bekanntschaft mit Boznyák half.
Nach Kriegsende wurde Berend am 18. Mai 1945 festgenommen, und es wurde ein Prozess wegen Verrats einzelner jüdischer Bürger an die Pfeilkreuzler, wegen Eigentumsdelikten und wegen der Kollaboration mit den Pfeilkreuzlern vorbereitet. In seiner Verteidigung erläuterte Berend seinen damaligen Plan, die antisemitischen Politiker Ungarns zu „zionisieren“, dass der Zionismus und der antisemitische Faschismus dasselbe Ziel hätten, nämlich die europäischen Gesellschaften durch Segregation „judenfrei“ zu machen.
Das ungarische Volksgericht verurteilte Berend am 25. November 1946 wegen der Kooperation mit den Pfeilkreuzlern bei deren Raubzügen im Ghetto und wegen der Äußerungen in der Zeitschrift zu zehn Jahren Gefängnis. Bei der Berufungsverhandlung im April 1947 wurde er auch von diesen Anklagepunkten freigesprochen, möglicherweise auf politischen Druck der kommunistischen Regierung, die keinen Rabbiner als Märtyrer haben wollte.
Berend emigrierte 1948 in die USA und nahm dort den Namen Albert Bruce Belton an. Auch danach wurde er wegen seiner Aktivitäten in Ungarn von überlebenden Mitgliedern des ehemaligen nationalen Judenrats angegriffen. Beim Eichmann-Prozess 1961 holte die israelische Staatsanwaltschaft von ihm eine schriftliche Zeugenaussage ein. Das Verhalten der jüdischen Führer in Ungarn wurde von Hannah Arendt in ihrem Prozessbericht Eichmann in Jerusalem kritisch hinterfragt.
Rabbi Belton begann nun prozessieren, um seinen durch den Freispruch im Jahr 1947 vermeintlich wiederhergestellten Leumund zu verteidigen. Er wehrte sich, allerdings erfolglos, vor einem Gericht in Ungarn gegen den Autor György Moldova, der 1975 in der Literaturzeitschrift Kortárs die Erzählung A Szent Imre-induló veröffentlicht hatte, in der ersichtlich Berends Beziehung zum Innenminister Imre Endre thematisiert wurde. Moldova schrieb daraufhin mit Bíróság előtt eine weitere Erzählung über den Prozessverlauf.
1979 klagte Belton gegen die Publikationsreihe Hungarian Jewish Studies des Holocaustforschers Randolph L. Braham, in der sich damalige Mitglieder des ungarischen Judenrats an das kollaborationswillige Verhalten Berends (jetzt Belton) erinnerten. Die Klage über 10 Millionen Dollar ging erfolglos durch mehrere Instanzen, die auch Fragen der Freiheit der Forschung gegen die tatsächliche oder vermeintliche üble Nachrede abwogen. Er schrieb 1982 einen Leserbrief an das Literaturmagazin New York Review of Books, in dem er zwei Punkte in Braham Untersuchung The politics of genocide. The Holocaust in Hungary korrigierte: die Frage, ob im April 1944 in Ungarn für die Leiter des nationalen Judenrats (Kozponti Zsido Tanacs) Charles Wilhelm, Ernö Petö, Samu Stern eine Ausnahme gemacht wurde, den Judenstern zu tragen (laut Berend nein). Und über das Ausmaß der Kollaboration der jüdischen Gemeindevertreter in der Provinz (laut Berend keine).
Kurz vor seinem Tod prozessierte Belton noch wegen eines Interviews, das Braham 1984 der ungarischen Literaturzeitschrift Élet és Irodalom gewährt hatte.

## Schriften
- Beitrag in: Helen Fein, Albert B. Belton, William O. McCagg Jr., István Deák: Genocide in Hungary: An Exchange. Leserbriefe, in: New York Review of Books, 27. Mai 1982